# Darktable
darktable es un programa de procesamiento fotográfico en formato raw (negativo digital, es decir, imagen sin pretratar por la cámara) de código abierto. En vez de ser un editor de gráficos rasterizados como Adobe Photoshop o GIMP, trabaja con un conjunto de herramientas específicamente enfocadas al procesamiento y postproducción de imágenes raw no destructivo y está principalmente enfocado a mejorar el proceso de trabajo del fotógrafo facilitando la gestión de grandes cantidades de imágenes. Está disponible libremente en versiones para las principales distribuciones Linux, Windows, OS X y Solaris bajo la licencia GPL versión 3 o posterior.

## Características
A diferencia de otros programas de edición, los cambios realizados en Darktable no se aplican directamente sobre los datos raster . En su lugar, todas las modificaciones hechas por el usuario se guardan como un conjunto de parámetros ajustables que solo se aplican al archivo original en el momento de la exportación final de la imagen.
Esta técnica permite que el archivo original permanezca intacto, sin importar cuántas ediciones se realicen. Las modificaciones son visibles en tiempo real gracias a un sistema que solo muestra cómo luciría la imagen final sin alterar los datos originales.

### Principales Características
- Edición no destructiva
- Trabaja en modo flotante 32 bit en un canal de color en CIELAB
- Control total de la implementación de color, incluyendo conversión entre perfiles de color y previsualización en diferentes perfiles de color[3]
- Soporta RAW, JPG, RGBE, 3FR, CINE, SR̊, SRF y otros[4]
- Arquitectura modular
- Mas de 30 módulos de transformación, corrección de color, mejora de calidad y efectos artísticos
- Organización de imágenes y búsqueda por parámetros
- Traducido a 30 idiomas[5]
- Soporta captura directa desde el programa mediante conexón USB
- Soporta etiquetas con coordenadas geográficas
- Cuenta con una herramienta integrada que permite ejecutar código Lua. Dichos códigos pueden ser vinculados con atajos de teclado o eventos específicos, tales como importar nuevos archivos